# Asteroïde : Points d'impact
Pour plus de détails, voir Fiche technique et Distribution.
Astéroïde : Points d'impact (Asteroids: Deadly Impact) est un téléfilm en deux parties diffusé sur NBC en 1997 réalisé par Bradford May avec Michael Biehn et Annabella Sciorra.

## Synopsis
Alors que Jack Wallach, directeur de l'Agence fédérale d'organisation des secours, survole un incendie catastrophique à la suite de l'explosion d'un camion-citerne à Billings, dans le Montana, l'astronome Lily McKee et son équipe de l'Observatoire National dans le Colorado suivent la course de la comète Fletcher, qui n'est visible qu'une fois tous les quatre mille ans. Mais cette comète a perturbé la course orbitale de plusieurs astéroïdes, qui se dirigent droit vers la Terre et menacent de causer un destruction sans précédent...

## Fiche technique
- Réalisation et scénario : Eitan Weinreich
- Musique : Shirley Walker
- Décors : Richard B. Lewis
- Photo : Thomas Del Ruth (en) et David Hennings
- Montage : Bud Hayes et Michael A. Hoey
- Producteur : Donna Ebbs, Phil Margo et Christopher Morgan
- Langue : Anglais
- Récompense : Emmy Awards des meilleurs effets visuels
- Durée : 143 minutes
- Pays :  États-Unis
- Langue : anglais
- Format : couleur

## Distribution
- Michael Biehn (V. F. : Edgar Givry) : Jack Wallach, directeur de la FEMA
- Annabella Sciorra : Dr Lily McKee
- Zachary B. Charles (V. F. : Brigitte Lecordier) : Elliot McKee
- Jensen Daggett : Dr Valérie Brennan
- Don Franklin : Ben Dodd
- Carlos Gomez : Adam
- Ann Marie Johnson : Karen Dodd
- Michael Weatherly : Matthew Rogers
- Anthony Zerbe : Charles Napier
- Frank McRae (V. F. : Henry Djanik) : Lloyd Morgan
- Craig Stout : Major-Général Symons
- Gerry Becker : Général Stuart, commandant de la Défense spatiale
- Ed O'Brien : Amiral Jones, Chef d'État-Major des armées
- Denis Arndt (V. F. : Dominique Paturel) : Président des États-Unis